# Doris Evans
Doris "Dorrie" Evans è un personaggio dei fumetti pubblicati dalla Marvel Comics, è stata una fiamma di Johnny Storm.

## Biografia
Alla sua prima apparizione, Doris ha un appuntamento con la Torcia Umana e, anche se detesta che l'impetuoso giovane faccia sfoggio dei suoi poteri, è costretta a chiedergli aiuto quando il giardiniere di suo padre inizia a commettere crimini sotto lo pseudonimo di Uomo Pianta. La sfortunata ragazza deve confrontarsi continuamente con la necessità di Johnny di prendere fuoco, ad esempio quando, durante una romantica gita in barca, il fidanzato deve allearsi con l'Uomo Ghiaccio contro il pirata Capitan Barracuda; oppure quando un'uscita in quattro con la Cosa e Alicia Masters è rovinata dall'attacco dello Scarabeo; o quando Johnny deve abbandonarla al bowling per combattere l'Uomo Colla. Il destino di Dorrie si scontrerà con quello di un altro fortunello, Peter Parker, parteciperà con la Torcia al raduno del fan club dell'Uomo Ragno interrotto da Goblin, verrà rapita dallo Scarabeo e salvata da Johnny in team con il Tessiragnatele, organizzerà un party a cui Spidey si imbucherà per infastidire il suo focoso amico. Con il passare del tempo le cose non migliorano, dopo aver invitato Johnny, Ben e Alicia al concerto dei Beatles, che i due eroi si perdono per fermare dei rapinatori, litiga con il fidanzato. Anni dopo, Dorrie si sposerà con un certo Sam e diverrà madre di due bambini.